# Thomas Jefferson Page
Thomas Jefferson Page (Virginia, Estados Unidos, 4 de enero de 1808 - Roma, Italia, 23 de octubre de 1899) fue un marino estadounidense que tuvo una amplia actuación en la Argentina y Paraguay durante los años 1850.

## Biografía
Estudió en una academia naval, y – aunque no tenía el título de ingeniero – se desempeñó como ingeniero naval. A fines de la década de 1840 realizó una campaña por las costas africanas del Océano Índico, contra los traficantes de esclavos.
En mayo de 1853 llegó al Río de la Plata como capitán del vapor Water Witch. Conoció al presidente Urquiza en su campamento frente a Buenos Aires, mientras éste sitiaba la ciudad y bloqueaba su puerto. Cuando, debido al soborno del almirante John Halstead Coe, Urquiza se vio obligado a levantar el sitio, Page lo embarcó en su vapor y lo llevó a Gualeguaychú. Se consideraba amigo de Urquiza, y su hijo estudió en el Colegio de Concepción del Uruguay.
A fines del mismo año fue nombrado embajador de los Estados Unidos ante el gobierno de la Confederación Argentina, y participó en las negociaciones que llevaron al primer tratado entre esos dos países.
Con  autorización del presidente Urquiza exploró los ríos interiores de la cuenca del Paraná, y exploró meticulosamente los ríos Paraná, Paraguay y Bermejo, levantando cartas náuticas. Mientras realizaba esas exploraciones fue capturado por buques paraguayos en el río Paraguay, debido a que estaba explorando sin permiso en aguas que ese país consideraban suyas, y que la Argentina aún no había reclamado. Su buque fue requisado y las autoridades paraguayas le confiscaron notas para cartas náuticas; varios días más tarde le permitieron marcharse.
Considerándose afrentado, Page regresó a los Estados Unidos y presentó al presidente Millard Fillmore el tratado firmado con Urquiza. Respecto al incidente con el Paraguay, exigió un castigo para su gobierno. Mientras se debatía lo que debía hacerse en el Congreso de los Estados Unidos, publicó un libro con más de seiscientas páginas con cartas fluviales de los ríos argentinos, y con la historia de sus relevamientos navales.
En 1858 fue puesto al mando de una flota de más de diez vapores y 2.400 hombres, al frente de los cuales debía exigir al gobierno paraguayo satisfacción por la afrenta que decía haber sufrido tres años antes. Logró apoyo del Estado de Buenos Aires, tras lo cual inició el viaje aguas arriba por el río Paraná. Pero se detuvo en la ciudad de Paraná, capital de la Confederación, ocasión en que recibió también el apoyo del presidente Urquiza. El gobierno porteño cambió de idea y se opuso a los reclamos de Page, aunque no se pasó de una reclamación. En cuanto Page zarpó hacia el norte, también Urquiza dejó de apoyarlo, y trató de mediar entre ambas partes.
Page llegó en enero de 1859 frente a Asunción tras una navegación inesperadamente larga y accidentada, aparentemente por la excesiva confianza del comandante en sus propias cartas navales. Presentó al gobierno paraguayo una enérgica exigencia de reparaciones y castigo a los oficiales que lo habían arrestado. No obstante la impresionante flota que lo amenazaba, el presidente Carlos Antonio López inició largas discusiones diplomáticas, pidiendo aclaraciones sobre cada punto de cada nota de Page. Un emisario del presidente Urquiza insistió en mediar entre las partes, con lo que las amenazas de Page se fueron diluyendo en complicaciones diplomáticas. Finalmente decidió interpretar una de las notas de López como una disculpa y se retiró aguas abajo.
En los meses siguientes, nuevamente al mando del Water Witch, realizó nuevas exploraciones en los ríos de la cuenca del Plata. Hacia fines de ese año de 1859 intentó mediar entre la Confederación y Buenos Aires, y finalmente volvió a su país a fines de 1860. Su hijo quedó en la Argentina, donde se incorporó a la Armada Argentina e hizo nuevas exploraciones del río Bermejo.
Al estallar la Guerra de Secesión Estadounidense se enroló en el bando confederal y participó en varios combates. Falta de buques de guerra, la Confederación lo envió a Dinamarca a reclamar un buque que había sido construido en Francia para la desaparecida Confederación Argentina. Tras varios meses de reclamos, terminó por comprarlo y zarpar con él hacia los Estados Unidos. Pero al llegar a La Habana se enteró que la Guerra Civil acababa de terminar, con la derrota de su bando.
Se exilió en la provincia argentina de Entre Ríos, donde se asoció con el gobernador – y expresidente – Urquiza en algunos negocios ganaderos. Tras el asesinato de su protector en 1870, viajó a Inglaterra. Cuando en la presidencia de Domingo Faustino Sarmiento se dicta Ley Nº 498 de adquisición de armamento naval del 27 de mayo de 1872 y  fue autorizada la compra de buques de guerra, se designa al ministro plenipotenciario en los Estados Unidos Manuel Rafael García como responsable de la construcción de la primera flota de mar argentina. Thomas Jefferson Page, junto a Hunter Davidson, prestan su asesoramiento y su experiencia militar para ayudar a dicho diplomático a la concreción de una de las comisiones más complejas del siglo XIX. De regreso, se dedicó un tiempo a la ganadería en Entre Ríos.
Dejó la Argentina definitivamente en 1884, instalándose como comerciante en Italia. Falleció en Roma en 1899.